# Andrew Bishop (Musiker)
Andrew Bishop (* um 1970) ist ein US-amerikanischer Jazzmusiker (Tenorsaxophon, Klarinette, Komposition, Arrangement) und Hochschullehrer.

## Leben
Andrew Bishop erwarb zwei Bachelor-Abschlüsse an der Wichita State University; das Postgraduierten-Studium absolvierte er an der University of Michigan at Ann Arbor, an der er neben zwei Masterabschlüssen den Doctor of Musical Arts in Komposition erwarb. Unterricht hatte er u. a. bei David Baker, Jerry Bergonzi, Tom Fowler, Dave Liebman, Craig Owens, Ellen Rowe, Ed Sarath und Reggie Workman. Erste Aufnahmen entstanden 1993 mit Craig Owens and The Bodo Ensemble; in den folgenden Jahren arbeitete er in Michigan u. a. mit Ed Sarath, Ellen Rowe und Carl Michel. Ferner gehörte er dem Bird of Paradise Orchestra und dem Toledo Jazz Orchestra an. Ab 2000 arbeitete er auch mit Gerald Cleaver, Dave Sayers und Michele Ramo.
2006 legte Bishop das Album Time & Imaginary Time (Envoi Recordings) vor, das er im Trio mit Gerald Cleaver und Tim Flood eingespielt hatte, und positiv in All About Jazz besprochen wurde („a free-form, freewheeling delight“). In gleicher Besetzung entstand 2014 De Profundis (from the depths). 2007 nahm er das Hank Williams Project auf, mit Eigenkompositionen und Arrangements Bishops. Um 2012 gehörte er der Formation Hot Club of Detroit (mit Jon Irabagon, Evan Perri, Paul Brady, Shawn Conley, Cyrille Aimée) an, außerdem spielte er mit Kris Davis’ Band Infrasound (Album Save Your Breath, Clean Feed 2014). Im Bereich des Jazz war er zwischen 1993 und 2015 an 22 Aufnahmesessions beteiligt, u. a. mit Gerald Cleaver (Live at Firehouse 12). Des Weiteren betätigte er sich als Komponist von zeitgenössischer Orchester- und Kammermusik. Gegenwärtig (2018) spielt er auch im Ensemble The Cool Philosophy of Ben Goldberg (mit Kirk Knuffke, Tony Scherr, Kenny Wollesen).
Bishop unterrichtete zunächst als Assistant Professor Jazz, Musiktheorie und Komposition am Albion College in Albion, Michigan, anschließend als Associate Professor Jazz und zeitgenössische Improvisation an der University of Michigan.